# تسوتومو تاكاهاتا
تسوتومو تاكاهاتا (باليابانية: 高畠 勉) (16 يونيو 1968 في أوساكا في اليابان – )؛ هو لاعب كرة قدم ياباني سابق كان يلعب كلاعب وسط.

## وصلات خارجية
- تسوتومو تاكاهاتا على موقع قاعدة بيانات كرة القدم.إي يو (الإنجليزية)
- تسوتومو تاكاهاتا على موقع Soccerway.com (الإنجليزية)
- تسوتومو تاكاهاتا على موقع عالم كرة القدم.نت (الإنجليزية)

- J.League Data Site (باليابانية)